# (2089) Cetacea
(2089) Cetacea (1977 VF) – planetoida z grupy pasa głównego asteroid okrążająca Słońce w ciągu 4,04 lat w średniej odległości 2,53 au. Odkryta 9 listopada 1977 roku.